# Valentino Lazaro
Valentino Lazaro, né le 24 mars 1996 à Graz en Autriche, est un footballeur international autrichien qui évolue au poste de milieu de terrain au Torino FC.

## Biographie
Valentino Lazaro, né à Graz d'un père angolais et d'une mère autrichienne d'origine grecque, a commencé à jouer au football chez les jeunes dans le club
du Grazer AK en 2002.
En 2011, il rejoint le FC Red Bull Salzbourg et à l'été 2012, il y signe un contrat. Le 3 novembre 2012, il fait ses débuts en Bundesliga autrichien contre le FC Admira Wacker Mödling à l'âge de seulement 16 ans et 224 jours et devient le plus jeune joueur du championnat autrichien. 

### Carrière en club

#### Inter Milan (depuis 2019)
Le 1er juillet 2019, il signe un contrat de 5 ans et s'engage en faveur de l'Inter Milan avec qu'il sera vice-champion d'Italie en 2020. Il disputera huit rencontres sous la tunique des Nerazzurri avant d'être prêté à Newcastle pour 1,5 million d'euros et une option d'achat fixée à 23,5 millions d'euros

#### Newcastle United (2020)
En manque de temps de jeu à l'Inter Milan dû à l'arrivée d'Ashley Young le joueur va arriver chez les Magpies avec qu'il endossera le numéro 23 pour une demie saison. Il va marquer son premier but pour le club lors d'une victoire 3-2 contre West Bromwich en quart de finale de FA Cup.

#### Borussia Mönchengladbach (2020-2021)
N'entrant toujours pas dans les plans de son entraineur Antonio Conte le joueur est prêté gratuitement au Borussia Mönchengladbach jusqu'au 30 juin 2021.
Il s'illustre rapidement avec son nouveau club en marquant un but spectaculaire dans les derniers instants d'un match contre le Bayer Leverkusen.

## Carrière internationale
Valentino Lazaro fait ses débuts internationaux avec la sélection nationale autrichienne le 30 mai 2014, lors d'un match amical contre l'Islande.

### Statistiques
| Saison                | Club                            | Championnat           | Championnat | Championnat | Coupe(s) nationale(s) | Coupe(s) nationale(s) | Supercoupe | Supercoupe | Compétition(s) continentale(s) | Compétition(s) continentale(s) | Compétition(s) continentale(s) | Total | Total |
| Saison                | Club                            | Division              | M.          | B.          | M.                    | B.                    | M.         | B.         | Comp.                          | M.                             | B.                             | M.    | B.    |
| 2012-2013             | Red Bull Salzbourg              | Bundesliga            | 5           | 0           | -                     | -                     | -          | -          | -                              | -                              | -                              | 5     | 0     |
| 2013-2014             | Red Bull Salzbourg              | Bundesliga            | 11          | 2           | 1                     | 0                     | -          | -          | C3                             | 1                              | 0                              | 13    | 2     |
| 2014-2015             | Red Bull Salzbourg              | Bundesliga            | 25          | 4           | 4                     | 0                     | -          | -          | C1+C3                          | 1+2                            | 0+0                            | 32    | 4     |
| 2015-2016             | Red Bull Salzbourg              | Bundesliga            | 17          | 2           | 4                     | 0                     | -          | -          | C1+C3                          | 1+0                            | 0+0                            | 22    | 2     |
| 2016-2017             | Red Bull Salzbourg              | Bundesliga            | 29          | 3           | 5                     | 2                     | -          | -          | C1+C3                          | 6+6                            | 2+0                            | 46    | 7     |
| 2017-2018             | Red Bull Salzbourg              | Bundesliga            | -           | -           | 1                     | 0                     | -          | -          | C1                             | 2                              | 0                              | 3     | 0     |
| Sous-total            | Sous-total                      | Sous-total            | 87          | 11          | 15                    | 2                     | -          | -          | -                              | 19                             | 2                              | 121   | 15    |
| 2013-2014             | FC Liefering (prêt)             | 2. Liga               | 3           | 0           | -                     | -                     | -          | -          | -                              | -                              | -                              | 3     | 0     |
| 2017-2018             | Hertha Berlin (prêt)            | Bundesliga            | 26          | 2           | 1                     | 0                     | -          | -          | C3                             | 4                              | 0                              | 31    | 2     |
| 2018-2019             | Hertha Berlin                   | Bundesliga            | 31          | 3           | 3                     | 0                     | -          | -          | -                              | -                              | -                              | 34    | 3     |
| Sous-total            | Sous-total                      | Sous-total            | 57          | 5           | 4                     | 0                     | -          | -          | -                              | 4                              | 0                              | 65    | 5     |
| 2019-2020             | Inter Milan                     | Serie A               | 6           | 0           | 1                     | 0                     | -          | -          | C1                             | 4                              | 0                              | 11    | 0     |
| 2019-2020             | Newcastle United (prêt)         | Premier League        | 13          | 1           | 2                     | 1                     | -          | -          | -                              | -                              | -                              | 15    | 2     |
| 2020-2021             | Borussia Mönchengladbach (prêt) | Bundesliga            | 22          | 2           | 1                     | 0                     | -          | -          | C1                             | 5                              | 0                              | 28    | 2     |
| 2021-2022             | Benfica Lisbonne (prêt)         | Liga NOS              | 18          | 0           | 5                     | 0                     | -          | -          | C1                             | 6                              | 0                              | 29    | 0     |
| 2022-2023             | Torino FC (prêt)                | Serie A               | 24          | 0           | 1                     | 0                     | -          | -          | -                              | -                              | -                              | 25    | 0     |
| 2023-2024             | Torino FC                       | Serie A               | 21          | 0           | 1                     | 0                     | -          | -          | -                              | -                              | -                              | 22    | 0     |
| Sous-total            | Sous-total                      | Sous-total            | 45          | 0           | 2                     | 0                     | 0          | 0          | -                              | 0                              | 0                              | 47    | 0     |
| Total sur la carrière | Total sur la carrière           | Total sur la carrière | 248         | 19          | 30                    | 3                     | 0          | 0          | -                              | 38                             | 2                              | 316   | 24    |

### Palmarès
|  |  | Red Bull Salzbourg - Bundesliga - Champion : 2014, 2015, 2016 et 2017 - Coupe d'Autriche - Vainqueur : 2016 et 2017 |

|  |  | Inter Milan - Serie A - Vice-champion : 2020 |